# 胡德山国家森林

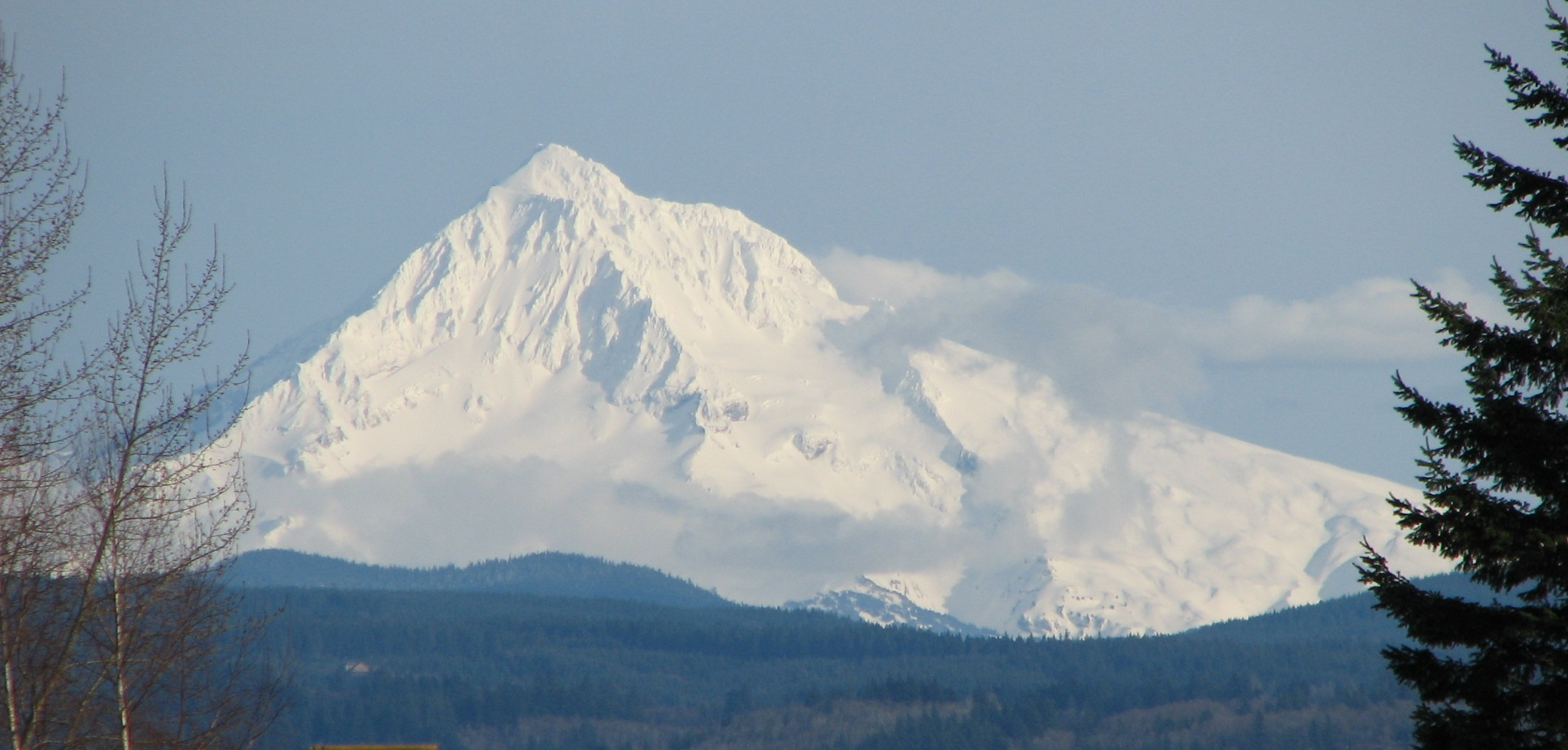
Mount Hood in 2006

胡德山国家森林（英語：Mount Hood National Forest）是一座位于美国俄勒冈州波特兰以东62英里（100）处的国家森林，处于威拉米特河谷北侧。森林自哥伦比亚河峡谷往南延伸了超过60英里（97）的森林覆盖的山地、湖泊、溪流。森林得名于其内部的一座複式火山——胡德山，面积超过1,067,043英畝（4,318.17平方）。森林行政中心位于桑迪。一份1993年的报告指出，该森林内原始森林的面积为345,300英畝（139,700公頃）。